# South Park 10: The Game
South Park 10: The Game è un videogioco per telefono cellulare basato sulla serie televisiva animata South Park. Il videogioco è stato sviluppato dalla Mr.Goodliving, pubblicato dalla RealNetworks e reso disponibile il 28 marzo 2007. Si tratta di un tipico platform game che permette al giocatore di raccogliere degli oggetti da utilizzare per raggiungere zone più in alto. La maggior parte delle mosse sono esclusive di ogni personaggio giocabile. Il videogioco è stato pubblicato dopo la conclusione della decima stagione della serie alla fine del 2006.